# Nossa Senhora da Expectação
Nossa Senhora da Expectação es una freguesia portuguesa del concelho de Campomayor, con 105,17 km² de superficie y 3.788 habitantes (2001). Su densidad de población es de 36,0 hab/km².